# Марко Атінський
Марко Атінський, званий Галілео (італ. Marco di Atina, ? — Атіна, Провінція Фрозіноне, близько 96) — італійський святий, шанується католицькою церквою.
Згідно з традицією, був учнем апостола Петра, висвячений на єпископа. Євангелізовував деякі регіони Італії, зокрема Марсіку, Чочарію та інші частини Кампанії.
Загинув мученицькою смертю у Атіні в часи правління імператора Доміціана.